# ISO 3166-2:BG
Kódy ISO 3166-2 pro Bulharsko identifikují 28 oblastí (stav v roce 2015). První část (BG) je mezinárodní kód pro Bulharsko, druhá část sestává ze dvou čísel identifikujících oblast.

## Seznam kódů
```
BG-01 Blagoevgrad
BG-02 Burgas
BG-03 Varna
BG-04 Veliko Tărnovo
BG-05 Vidin
BG-06 Vraca
BG-07 Gabrovo
BG-08 Dobrič
BG-09 Kardžali
BG-10 Kjustendil
BG-11 Loveč
BG-12 Montana
BG-13 Pazardžik
BG-14 Pernik
BG-15 Pleven
BG-16 Plovdiv
BG-17 Razgrad
BG-18 Ruse
BG-19 Silistra
BG-20 Sliven
BG-21 Smoljan
BG-22 
Sofie

BG-23 Provincie Sofie
BG-24 Stara Zagora
BG-25 Tărgovište
BG-26 Chaskovo
BG-27 Šumen
BG-28 Jambol
```